# سیارک ۴۴۸۰
سیارک ۴۴۸۰ (به انگلیسی: 4480 Nikitibotania، نامگذاری:1985QM4) چهار هزار و چهارصد و هشتادمین سیارک کشف شده‌است که در ۲۴ اوت ۱۹۸۵ کشف شد.
قدر مطلق سیارک برابر ۱۳٫۶۰ است.